# Jill Lancaster
Jill Lancaster (21 de noviembre de 1973) es una deportista zimbabuense que compitió en remo. Ganó una medalla de bronce en el Campeonato Mundial de Remo de 1999, en la prueba de dos sin timonel ligero.

## Palmarés internacional
| Campeonato Mundial | Campeonato Mundial      | Campeonato Mundial | Campeonato Mundial     |
| Año                | Lugar                   | Medalla            | Prueba                 |
| ------------------ | ----------------------- | ------------------ | ---------------------- |
| 1999               | St. Catharines (Canadá) | Medalla de bronce  | Dos sin timonel ligero |